# 세라 블래퍼 허디
세라 허디(Sarah Hrdy, 혼전 성 블래퍼(Blaffer), 1946년 7월 11일 ~ )는 진화심리학과 사회생물학에 기여한 미국의 인류학자, 영장류학자이다. 2013년 인간 행동과 진화 학회(HBES)의 과학공헌 평생업적상(Lifetime Career Award for Distinguished Scientific Contribution)을 수여받았다. 캘리포니아 대학교 데이비스 인류학과 명예교수로, 저서로 《어머니의 탄생》(Mother Nature: A history of mothers, infants, and natural selection, 1999) 등이 있다.